# Listă de filme dramatice din anii 1940
Aceasta este o listă de filme dramatice din anii 1940:

## 1940
- Dr. Ehrlich's Magic Bullet
- Grapes of Wrath, The
- Kitty Foyle
- Knute Rockne, All American
- The Letter
- The Man I Married
- The Mortal Storm
- Our Town

## 1941
- Back Street
- Citizen Kane
- H.M. Pulham, Esq.
- How Green Was My Valley
- Little Foxes

## 1942
- Casablanca
- Flying Tigers
- Joan of Paris
- The Magnificent Ambersons
- Mrs. Miniver
- The Pied Piper
- Pride of the Yankees
- Random Harvest

## 1943
- Day of Wrath
- For Whom the Bell Tolls
- Life and Death of Colonel Blimp
- Ossessione
- Sanshiro Sugata
- So Proudly We Hail!
- Song of Bernadette
- Watch on the Rhine

## 1944
- The Children Are Watching Us
- Going My Way
- Jane Eyre
- Lifeboat
- Mr. Skeffington
- Passage to Marseilles
- Secret Command
- Since You Went Away
- Till We Meet Again
- To Have and Have Not
- Wilson

## 1945
- A Tree Grows in Brooklyn
- The Bells of St. Mary's
- Brief Encounter
- Children of Paradise
- Corn Is Green
- I Know Where I'm Going!
- Lost Weekend
- Mildred Pierce
- The Southerner
- Week-End at the Waldorf

## 1946
- The Best Years of Our Lives
- Brief Encounter
- Gilda
- Great Expectations
- Humoresque
- Leave Her to Heaven
- No Regrets for Our Youth
- Paisà
- Utamaro and His Five Women

## 1947
- A Double Life
- Black Narcissus
- Gentleman's Agreement
- Mourning Becomes Electra
- Sea of Grass
- Shoeshine

## 1948
- Letter from an Unknown Woman
- Bicycle Thieves
- Corridor of Mirrors
- Drunken Angel
- Fallen Idol, The
- Hamlet
- I Remember Mama
- Johnny Belinda
- Oliver Twist
- Red Shoes, The
- Snake Pit
- Terra trema, La

## 1949
- All the King's Men
- Blue Lagoon, The
- Daleká cesta
- Federal Agents vs. Underworld, Inc.
- File on Thelma Jordon, The
- Intruder in the Dust
- Heiress, The
- Late Spring
- Ostani Etap
- They Live by Night